# Pogodno (Szczecin)
Pogodno – część miasta i osiedle administracyjne Szczecina, będące jednostką pomocniczą miasta, położone w dzielnicy Zachód.
Według danych z 26 kwietnia 2015 na osiedlu na pobyt stały zameldowanych było 24 359 osób.

## Położenie
Położone niedaleko od granicy miasta z gminą Dobra (Szczecińska). Większość Pogodna to zabudowania typu willowego, natomiast na osiedlu Somosierry oraz osiedlu Magnolia Park – budynki wielokondygnacyjne.
Pogodno obecnie graniczy:
- od północy z osiedlami Zawadzkiego-Klonowica i Arkońskie-Niemierzyn
- od wschodu z osiedlami Arkońskie-Niemierzyn, Łękno oraz Turzyn
- od południa z osiedlami Świerczewo i Gumieńce
- od zachodu z osiedlem Krzekowo-Bezrzecze.

## Historia i nazwa

### Przed 1945
Do 1945 tereny na wschód od ul. Traugutta nosiły nazwę (niem.) Ackermannshöhe („Wzgórze Ackermanna”), na cześć ówczesnego nadburmistrza miasta. Część pomiędzy obecnymi ul. Czorsztyńską i Poniatowskiego nosiła nazwę Braunsfelde („Pole Brauna”), a obszar dzisiejszego os. Somosierry – Schönau („Piękność”). W starszej części Pogodna – dzielnicy willowej dominują budynki wybudowane na początku XX wieku, w dalszej części przechodzi ono w dzielnicę z typowymi budynkami społecznymi wybudowanymi w latach 30. XX wieku.

### Po 1945
Czasami (niewłaściwie) do Pogodna zaliczane jest także osiedle Zawadzkiego-Klonowica powstałe już w polskim Szczecinie (od lat 60. XX wieku). Na osiedlu można zauważyć wiele terenów zielonych. Osiedle to znajduje się blisko centrum miasta, jednocześnie sąsiadując z Parkiem Kasprowicza – będącym największym kompleksem parkowym w mieście.

### Nazwa
Polską nazwę Pogodno wprowadzono urzędowo w 1947 roku.
Nazwę „Pogodno” nosiła w latach 1954–1975 obecna dzielnica Zachód.

## Komunikacja

### Linie autobusowe
Przez teren Pogodna przebiegają linie autobusowe dzienne o numerach 53, 60, 67, 75, 80, 222, 225 i 227, oraz linie nocne o numerach 521, 525, 527, 529, 531, 535.

### Linie tramwajowe
Przez teren Pogodna przebiegają linie tramwajowe dzienne o numerach 5, 7.

### Kolej
Do 2002 r. czynna była także kolej (przystanek PKP „Szczecin Pogodno”). Przystanek kolei powstał w czasach, gdy Szczecin nie był tak rozbudowany, w tamtych czasach linia ta służyła obsłudze towarowej istniejących licznych zakładów na obrzeżach miasta. Obecnie jest ona wyłącznie jedynym ciągiem komunikacyjnym łączącym Zakłady Chemiczne Police, oraz inne zakłady przemysłowe z północnych osiedli Szczecina, z resztą Polski. Obecnie przystanek jest modernizowany, docelowo przebiegać ma tędy Szczecińska Kolej Metropolitarna.

## Infrastruktura
W granicach osiedla znajdują się m.in.: Samodzielny Publiczny Szpital Kliniczny nr 1 im. prof. Tadeusza Sokołowskiego Pomorskiego Uniwersytetu Medycznego, Stadion Miejski im. Floriana Krygiera, gdzie swoje mecze rozgrywa m.in. Pogoń Szczecin, konsulat Królestwa Szwecji, Kwatera Główna Wielonarodowego Korpusu Północ-Wschod, jednego z dziewięciu NATOwskich Korpusów Zróżnicowanej Gotowości. 
Na ulicach Pogodna można też odnaleźć (m.in. na ul. Cieszkowskiego) charakterystyczne żeliwne pompy z 2. połowy XIX w. Wyprodukowano je w firmie F. Poepckego. Pompy są bogato zdobione (m.in. kanelowana kolumna, herby miasta, korona na szczycie), a wylew wody następuje ze stylizowanej paszczy smoka.

### Ważniejsze miejsca
- Plac Waleriana Pawłowskiego
- Plac Jakuba Wujka
- Stadion Miejski im. Floriana Krygiera

## Edukacja
Na terenie osiedla znajdują się oddziały Uniwersytetu Szczecińskiego, w tym budynek Wydziału Nauk Ekonomicznych i Zarządzania. W dalszym ciągu ulicy Żołnierskiej w dawnych koszarach Armii Radzieckiej znajdują się budynki Akademii Morskiej, Pomorskiego Uniwersytetu Medycznego, Zachodniopomorskiego Uniwersytetu Technologicznego, a także Zachodniopomorskiej Szkoły Biznesu.

## Samorząd mieszkańców
Rada Osiedla Pogodno liczy 21 członków. W wyborach do rad osiedli 20 maja 2007 roku udział wzięło 627 głosujących, co stanowiło frekwencję na poziomie 2,88%. W wyborach do rad osiedli 22 maja 2011 roku udział wzięło 467 głosujących, co stanowiło frekwencję na poziomie 2,17%.
Samorząd osiedla Pogodno został ustanowiony w 1990 roku.

## Zdjęcia

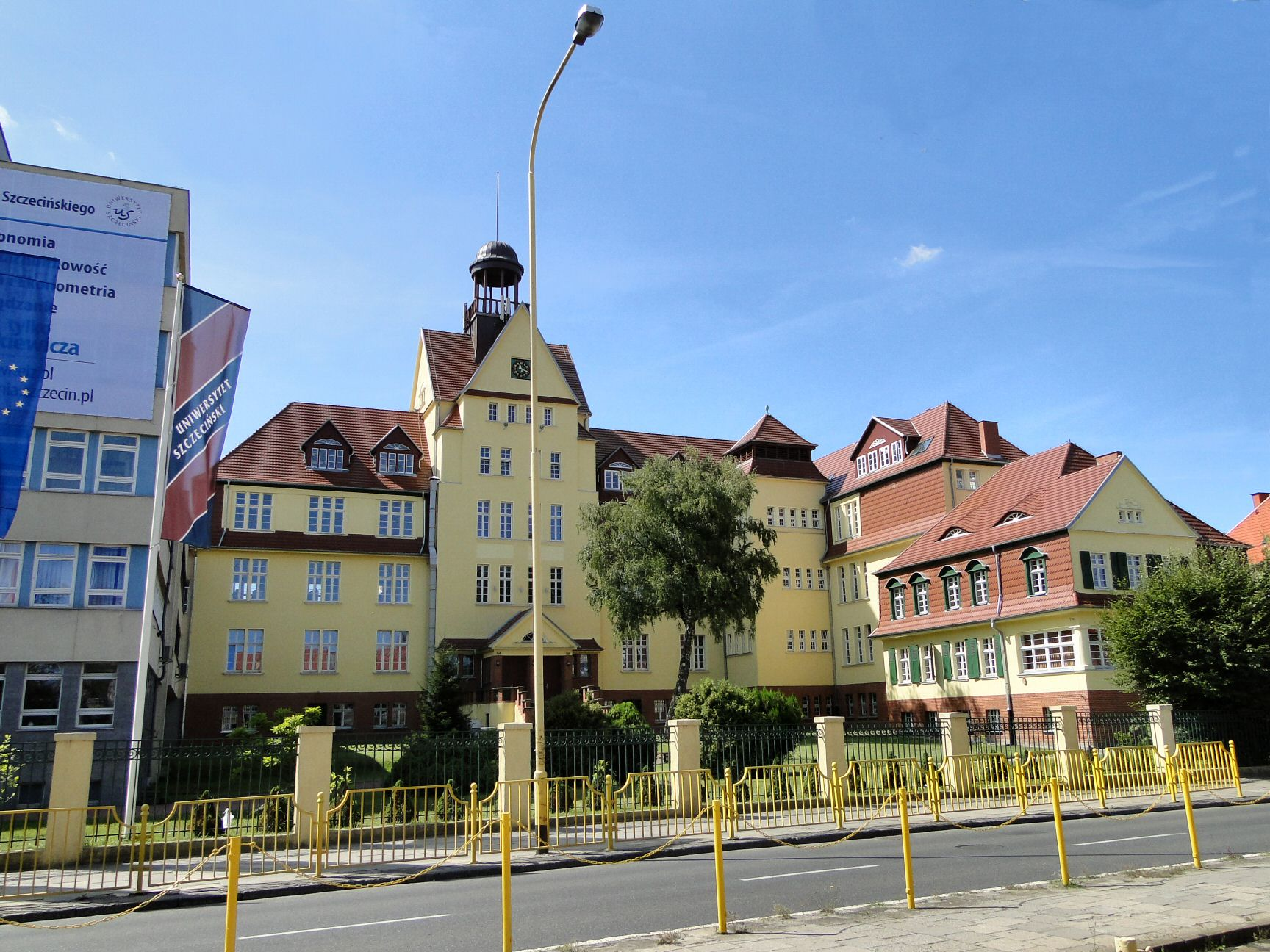
Wydział Nauk Ekonomicznych Uniwersytetu Szczecińskiego
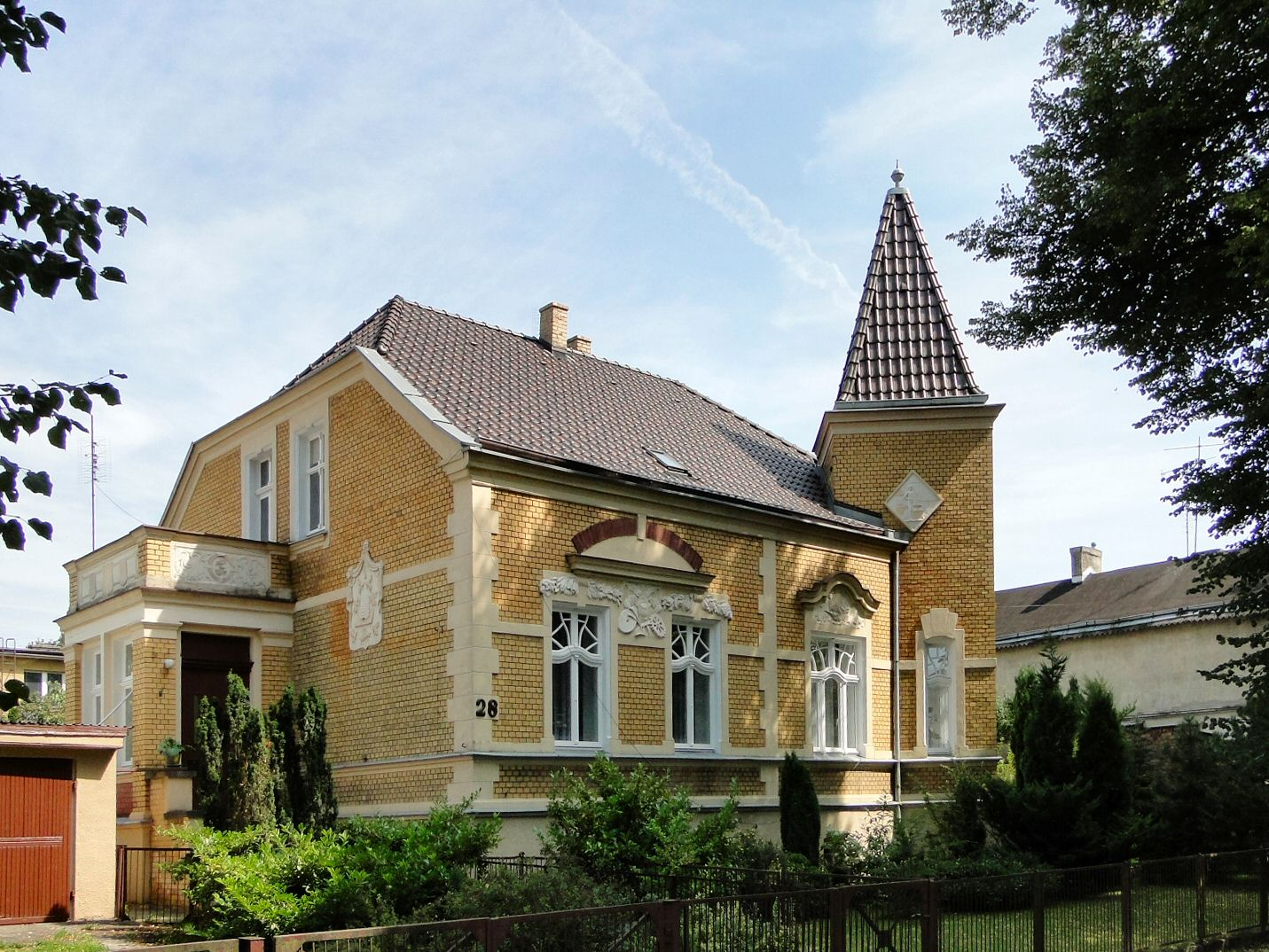
Willa przy ul. Wieniawskiego
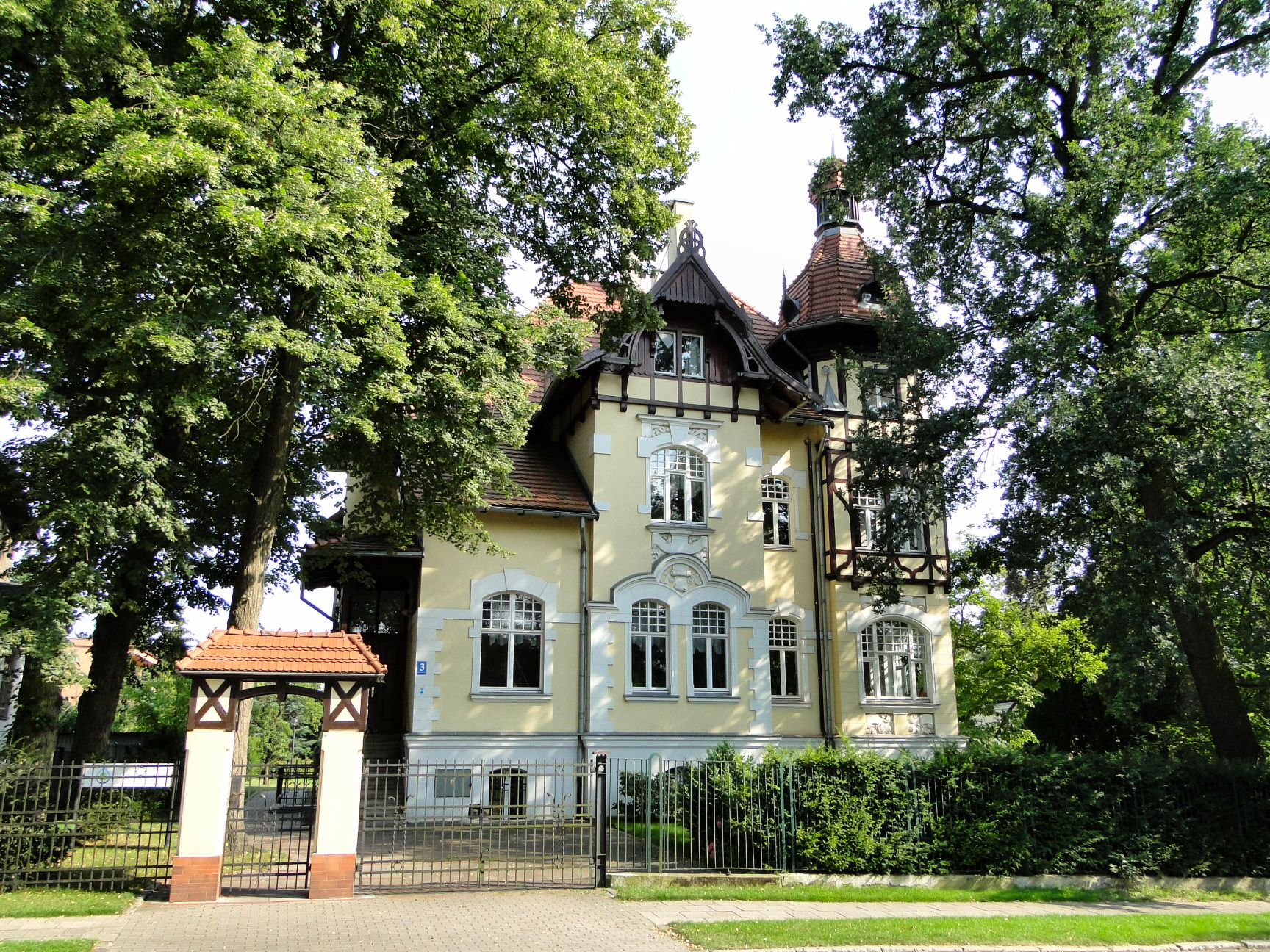
Willa przy ul. Solskiego
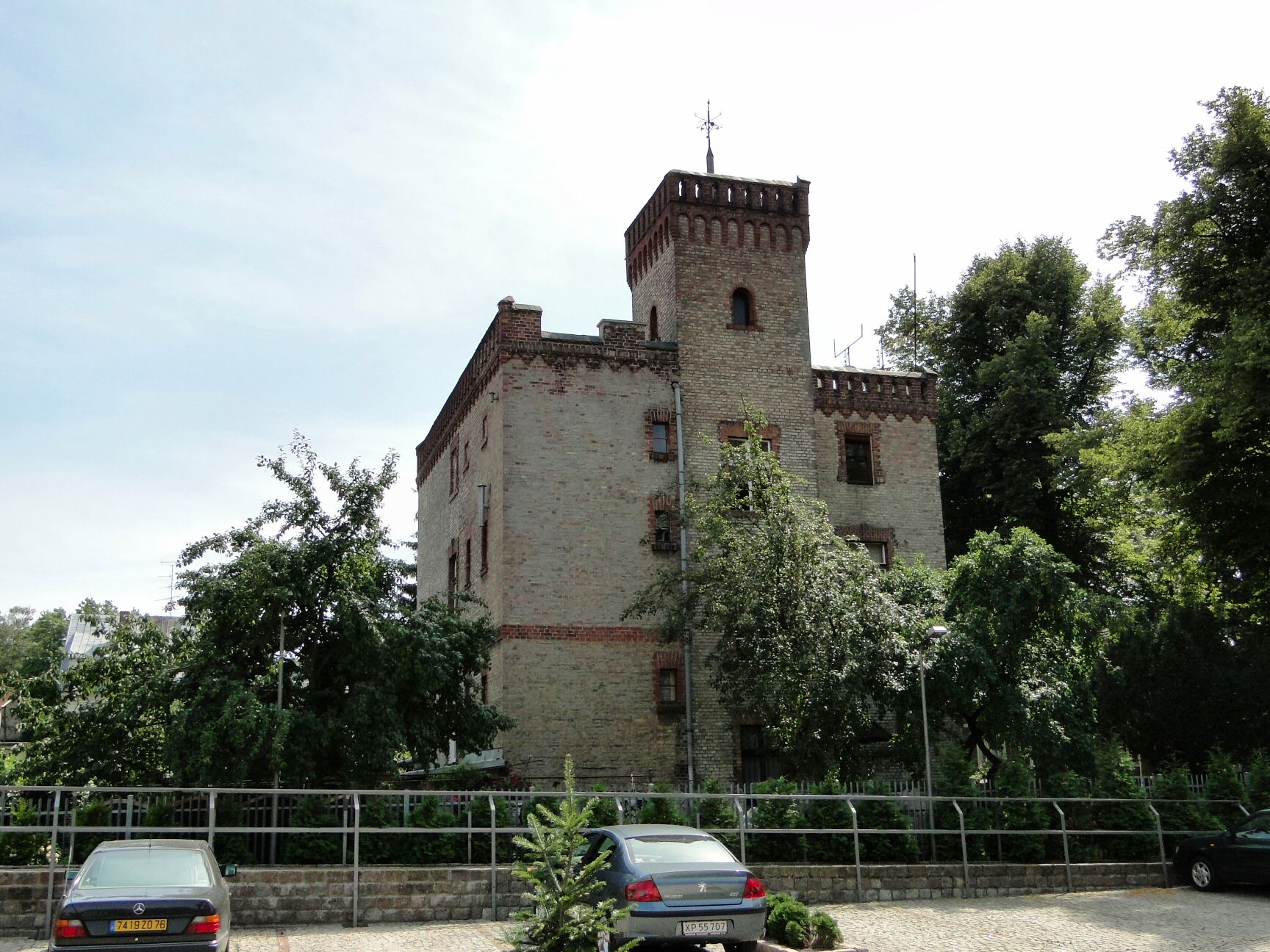
Willa w kształcie średniowiecznego zamku przy ul. Wieniawskiego
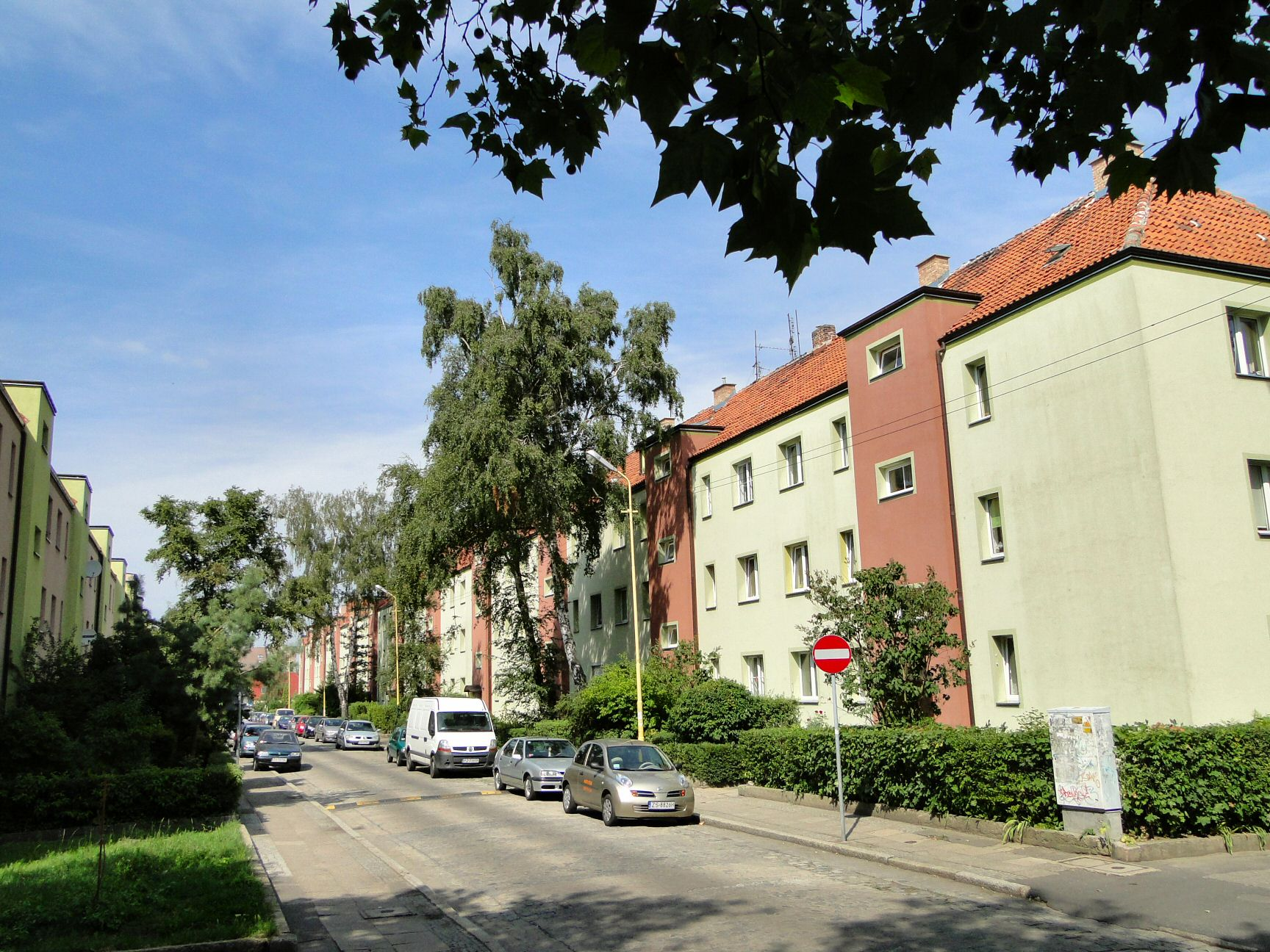
Kamienice przy ul. Jana Styki
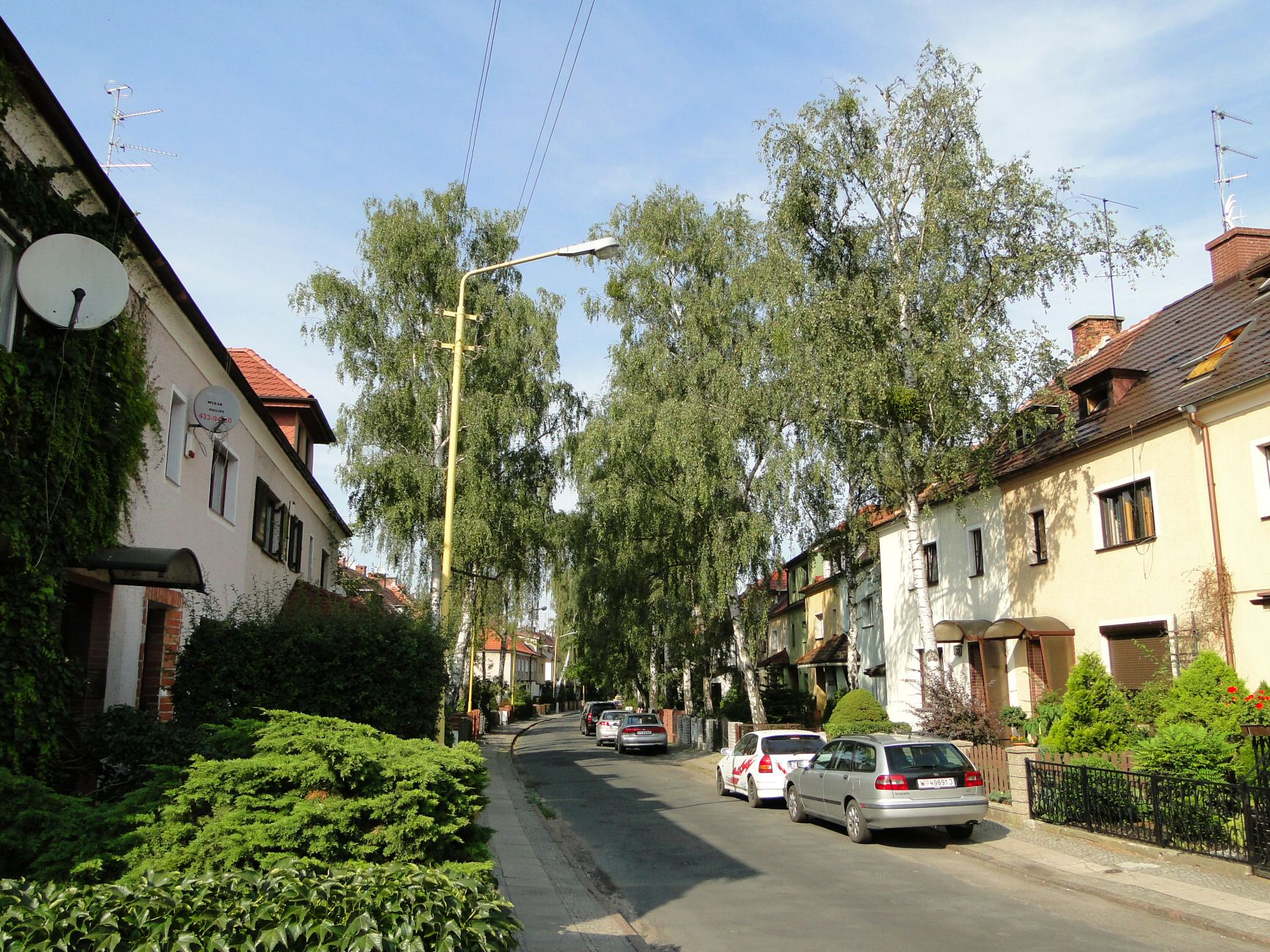
Zabudowa szeregowa przy ul. Grzegorza z Sanoka
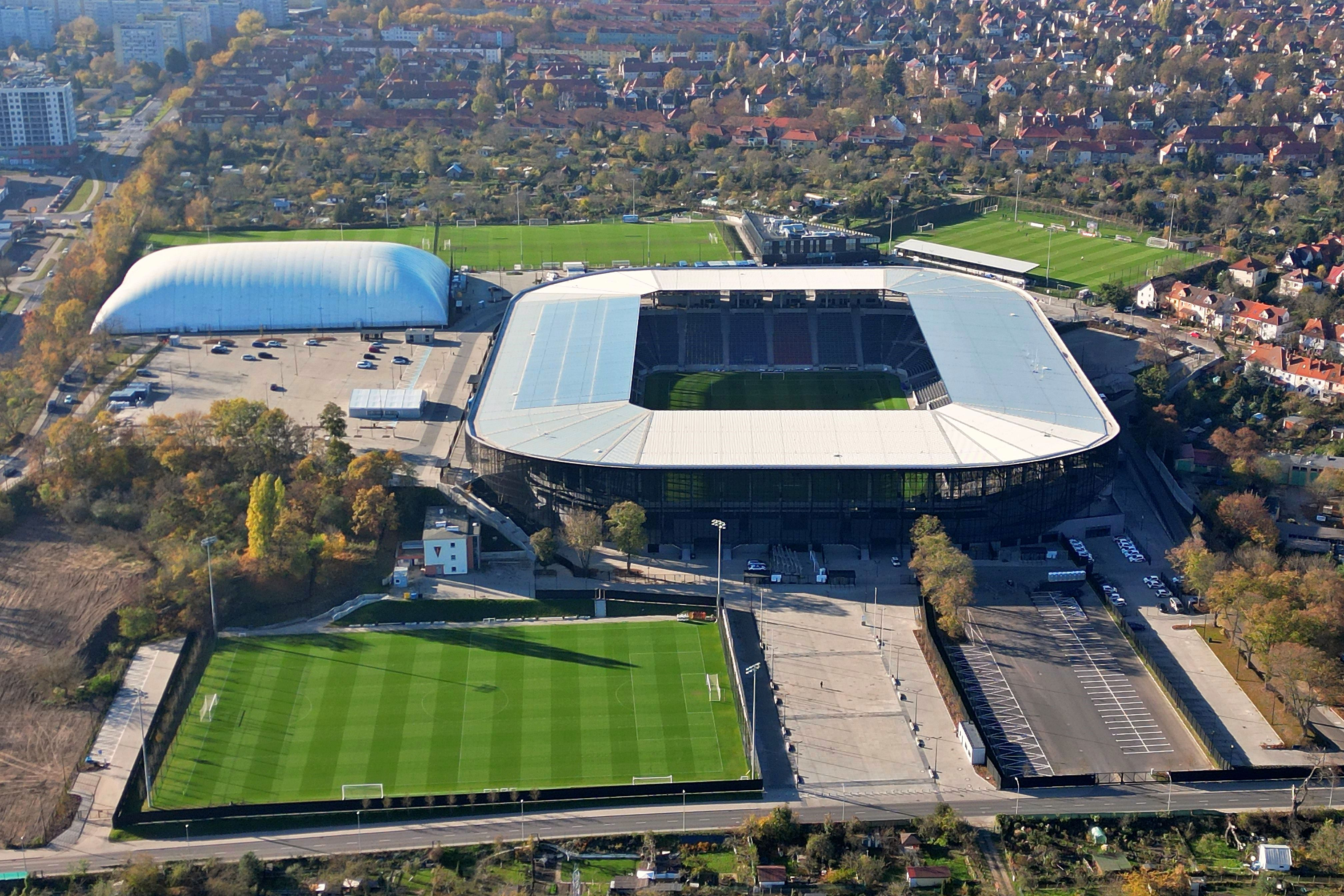
Stadion Miejski im. Floriana Krygiera
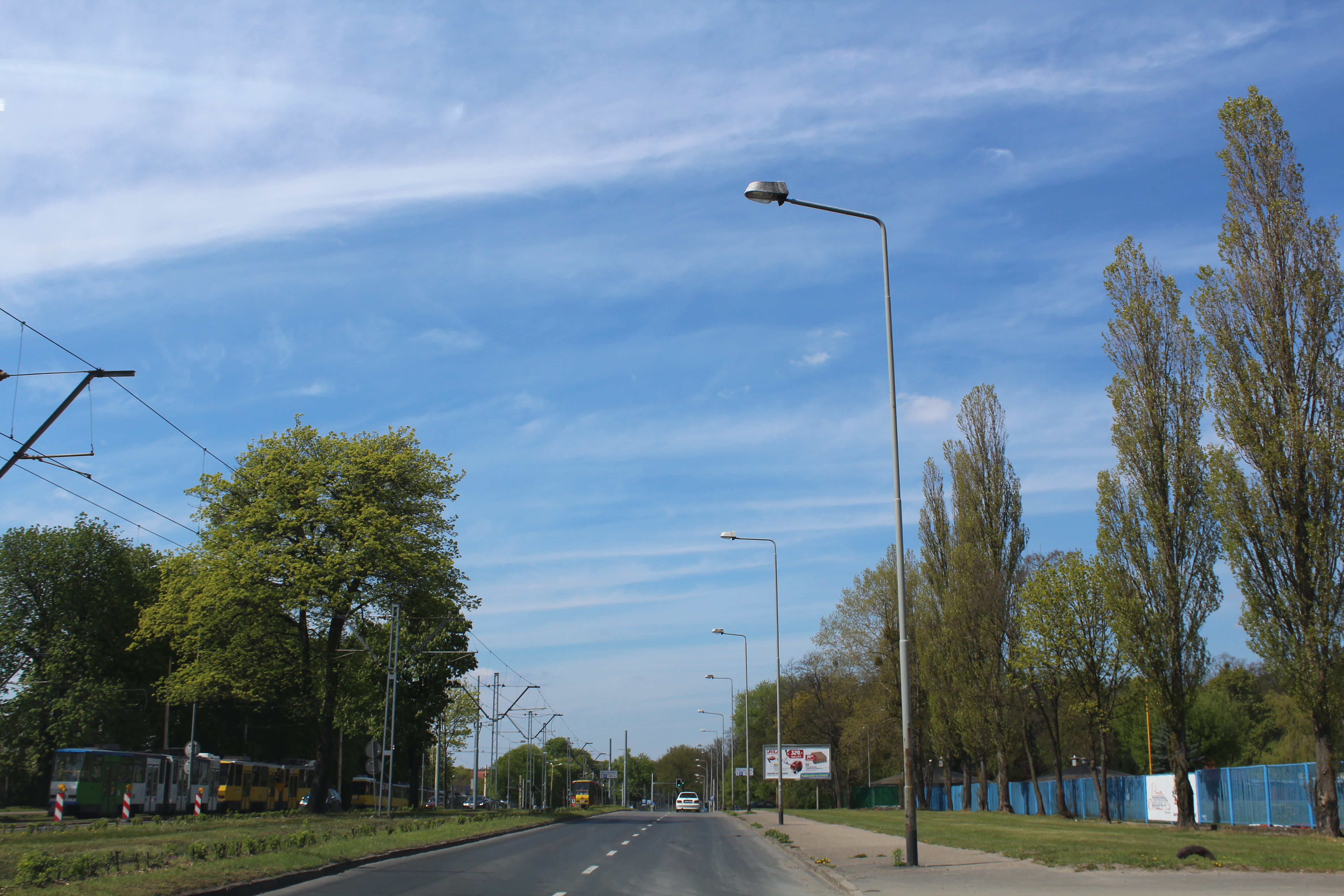
Aleja Wojska Polskiego w kierunku Jeziora Głębokiego